# Зацікавлені сторони
Зацікавлені сторони, зацікавлені особи, заінтересовані сторони, причетні сторони (від англ. stakeholders) — фізичні та юридичні особи, які мають легітимний інтерес у діяльності організації, тобто певною мірою залежать від неї або можуть впливати на її діяльність.
Іноді в літературі зустрічаються назви групи інтересів або групи впливу.
Зацікавлені сторони забезпечують можливості для системи та є джерелом вимог до неї.
|            | Зацікавлених осіб завжди на одного більше, ніж ви знаєте, а ті, яких ви знаєте, мають мінімум на одну потребу більше, ніж вам зараз відомо. |
| — Том Ґілб | |

У системній інженерії зацікавлених осіб розглядають у контексті процесу прийняття рішень як людей або організації, які залежать від результатів прийнятих рішень. Розуміння того, хто є зацікавленою стороною відносно до рішень, що приймаються, має бути виявленим заздалегідь. Часто це не відбувається — зацікавлені особи не виявляють себе до прийняття рішень. Однак, щойно рішення буде оголошене/реалізоване, всі, кого хоч якось воно зачіпає, висловлять свою думку.

## Інші визначення
- Люди чи організації, які мають права, частку, вимоги чи інтереси стосовно системи та її властивостей, що задовольняють їхнім потребам, очікуванням[5][6].
- Фізичні особи, команди, організації чи їх класи, які мають інтерес у системі[7].
- Фізичні особи, група осіб або організація, які можуть впливати на систему чи на яких може вплинути система[2].
- Люди, їх групи чи організації, які можуть впливати, на яких можуть вплинути чи які можуть вважати себе під впливом рішення, операції чи результату проекту[8].
- Люди чи організації, які можуть впливати на діяльність або прийняття рішень, бути підданими їх впливу чи сприймати себе такими[9].

## Види зацікавлених сторін
Зацікавлені сторони по відношенню до організації можуть бути як зовнішніми, так і внутрішніми. До зовнішніх зацікавлених сторін відносяться клієнти, кредитори, постачальники, представники органів державної та місцевої влади, громадські організації,  засоби масової інформації, а серед внутрішніх зацікавлених сторін називають власників, вище керівництво, робітників.
Наприклад, зацікавленими особами інкубаційної програми для інноваційного стартапу можуть бути представники різних організацій — банків, місцевого уряду, підприємств, університетів і організацій економічного розвитку. Вони можуть бути членами правління директорів інкубатора чи правління директорів його материнської організації чи консультативного комітету клієнта. Зацікавлені особи також можуть фінансувати програму, мати політичний інтерес у програмі чи займатися підтримкою розвитку нового підприємства на своїй території.
Зацікавлені сторони можуть бути як позитивними (що підтримують діяльність), так і негативними (що творять опір діяльності, або матимуть свій зиск із атак на таку діяльність). Як приклад негативної зацікавленої сторони можна навести грабіжника у відношенні до діяльності фінансової установи (банку).